# Макуана, Бени
Бени́ Макуана́ (фр. Béni Makouana; родился 28 сентября 2002, Браззавиль, Республика Конго) — конголезский футболист, полузащитник житомирского «Полесья» и сборной Конго.

## Биография
Бени — уроженец Браззавиля, столицы республики Конго. Футболом занимался с детства, играл во множестве местных команд. В 2018 году впервые принял участие в официальном матче, сыграв за столичную команду «Дьябль Нуар» в поединке розыгрыша Кубка Конго. Уже в следующем году Бени отправился выступать в гвинейскую команду «Коя», откуда 19 октября 2020 года перебрался во французский клуб «Монпелье». По сообщениям сумма трансфера составила 800 тыс. евро. До начала сезона 2021/22 Макуана тренировался со второй командой.
8 августа 2021 года Макуана дебютировал в Лиге 1 поединком против марсельского «Олимпика», выйдя на замену на 83-й минуте вместо Гаэтана Лаборда.
11 октября 2018 года Макуана дебютировал в национальной сборной, выйдя на замену в поединке отборочного турнира к Кубку Африки против сборной Либерии.
С июля 2023 года — игрок житомирского «Полесья».

## Достижения

### Командные
«Дьябль Нуар»
- Обладатель Кубка Конго: 2018

### Личные
- Лучший футболист месяца украинской Премьер-лиги: октябрь 2023

## Статистика выступлений

### В сборной
| Матчи Макуаны за сборную Республики Конго | Матчи Макуаны за сборную Республики Конго | Матчи Макуаны за сборную Республики Конго             | Матчи Макуаны за сборную Республики Конго | Матчи Макуаны за сборную Республики Конго | Матчи Макуаны за сборную Республики Конго | Матчи Макуаны за сборную Республики Конго |
| №                                         | Дата                                      | Место проведения                                      | Оппонент                                  | Счёт                                      | Голы                                      | Соревнование                              |
| ----------------------------------------- | ----------------------------------------- | ----------------------------------------------------- | ----------------------------------------- | ----------------------------------------- | ----------------------------------------- | ----------------------------------------- |
| 1                                         | 11 октября 2018                           | «Альфонс Массамба-Деба», Браззавиль, Республика Конго | Либерия                                   | 3:1                                       | −                                         | Отборочные матчи КАН-2019                 |
| 2                                         | 2 сентября 2021                           | «Орландо», Йоханнесбург, ЮАР                          | Намибия                                   | 1:1                                       | −                                         | Отборочные матчи ЧМ-2022                  |

Итого: 2 матча; 1 победа, 1 ничья.

### Клубная карьера
| Клуб             | Сезон            | Лига             | Лига  | Лига | Кубок | Кубок | Междунар. | Междунар. | Всего | Всего |
| Клуб             | Сезон            | Лига             | Матчи | Голы | Матчи | Голы  | Матчи     | Голы      | Матчи | Голы  |
| ---------------- | ---------------- | ---------------- | ----- | ---- | ----- | ----- | --------- | --------- | ----- | ----- |
| Монпелье         | 2021/22          | Лига 1           | 23    | 0    | 2     | 1     | 0         | 0         | 25    | 1     |
| Монпелье         | 2022/23          | Лига 1           | 8     | 0    | 1     | 0     | 0         | 0         | 9     | 0     |
| Полесье          | 2023/24          | УПЛ              | 12    | 4    | 1     | 0     | 0         | 0         | 13    | 0     |
| Всего за карьеру | Всего за карьеру | Всего за карьеру | 43    | 4    | 4     | 1     | 0         | 0         | 47    | 5     |